# Колчина-Бунь Ніна Віленівна
Колчина-Бунь Ніна Віленівна — радянська і українська кіноактриса.
Народ. 22 травня (за іншими даними — 25 травня) 1955 р. Закінчила Київський державний інститут театрального мистецтва ім. І. Карпенка-Карого.

## Фільмографія
Грала у кінокартинах: 
- «Таємниця партизанської землянки» (1974, піонервожата)
- «Від Бугу до Вісли» (1980, епізод)
- «Єгипетський гусак» (1980, к/м, Ніна Семенівна, вчителька)
- «Історія одного кохання» (1981, дама)
- «Осіння дорога до мами» (1981, к/м, працівниця пошти)
- «Жіночі радощі й печалі» (1982, Маруся Ушакова)
- «Житіє святих сестер» (1982, Ганна )
- «Раптовий викид» (1983)
- «Бастіон» (1983, Марія, наречена поручика Назарова)
- «Подвиг Одеси» (1985, секретар міськкому комсомолу)
- «Прем'єра у Сосновці» (1986, т/ф)
- «Жменяки» (1986, т/ф, 3 с, Верона)
- «До розслідування приступити» (1986—1987. «Версія», «Наклеп»)
- «Капітанша» (1987, фільм-спектакль, фельдшер)
- «Випадок із газетної практики» (1987, т/ф)
- «Робота над помилками» (1988,  Вірочка )
- «Дама з папугою» (1988, Ірина Борисівна)
- «Як чоловіки про жінок говорили» (1988, к/м, Гандзя)
- «Провінційна історія» (1988, Аліна Сергіївна, лікар)
- «Мистецтво подобатись жінкам» (1988, відео; Ольга)
- «Ім'я твоє» (1989, епізод)
- «Театральний сезон» (1989, офіціантка в кафе)
- «Невідстріляна музика» (1990)
- «Івін А.» (1990, епізод)
- «Посилка для Маргарет Тетчер» (1990, к/м, співробітниця пошти)
- «Із житія Остапа Вишні» (1991)
- «Бухта смерті» (1991)
- «Убити „Шакала“» (1991, Тетяна)
- «Сільські бувальщини» (1992)
- «По-модньому» (1992)
- «Трамвай удачі» (1993)
- «Стамбульський транзит» (1993) тощо.